# 마에조노 마사키요
마에조노 마사키요(前園 真聖, 1973년 10월 29일 ~ )은 일본의 전 축구 선수, 축구 해설자, 탤런트이다.

## 유소년 경력
4세 연상인 형의 영향으로 소학교에 들어가기 전부터 축구와 친밀해진 마에조노는 도고소학교 2학년이 되자 '도고 소년 축구단'에 입단했다. 5학년 때는 현 대회 4강에 들기도 했다. 비디오를 통해 접한 디에고 마라도나를 동경하며, 비디오를 계속 돌려보며 드리블 연습에 몰두했다. 이후 도고중학교에 입학했으나 축구부가 없어서 잠시 육상부에 몸을 담는다. 그러다 2학년 3학기에 축구부가 창설되었고 3학년 때는 현 선발에 발탁되었다.
가고시마실업고등학교로 진학해서는 1학년 때부터 주전으로 발돋움했고, 고교선수권에 3년 연속으로 출전했다. 2학년 때는 69대 대회에서 준우승을 차지했다. 고교 시절 동기로는 엔도 삼형제의 장남 엔도 다쿠야와 후지야마 류지, 니타오 히로유키가 있으며 2년 후배로는 후에 애틀랜타 올림픽 일본 대표로 함께할 조 쇼지와 엔도 아키히로가 있다.

## 클럽 경력
1992년, J리그 구단 요코하마 플뤼겔스에서 입단하여 전성기를 보냈고 1997년 도쿄 베르디로 이적하였다.
2003년 안양 LG 치타스 (현 FC 서울)에 입단하여 K리그에 진출하였으며 2004년에는 인천 유나이티드에 입단하였다.

## 국가대표팀 경력
그는 1994년 기린컵에 참가할 일본 국가대표팀에 발탁되었으며, 5월 22일 오스트레일리아와의 경기에서 데뷔했다. 
일본이 올림픽 축구 본선에 28년 만에 출전한 1996년 애틀랜타 올림픽의 본선 진출에 가장 큰 공로자이며, 본선에서는 브라질에 승리한 이른바 '마이애미의 기적'을 만들어낸 일본 U-23 국가대표팀 주장 출신이다.
성인 대표팀 소속으로는 1994년 아시안 게임, 1996년 AFC 아시안컵 출전하였다. 그는 1997년까지 국제 A매치 통산 19경기에 출전, 4득점을 넣었다.

## 통계
| 일본 | 일본 | 일본 |
| 연도 | 출전 | 득점 |
| ---- | ---- | ---- |
| 1994 | 6    | 0    |
| 1995 | 4    | 0    |
| 1996 | 7    | 4    |
| 1997 | 2    | 0    |
| 통산 | 19   | 4    |

## 참고 자료
- 마에조노 인터뷰 - “한국에서 일본과는 다른 축구 경험했다”①
- 마에조노 인터뷰 - “한국은 파워를 가진 견고한 축구”②